# Bulbul à queue d'or
Hypsipetes affinis
Espèce
Statut de conservation UICN

 LC  : Préoccupation mineure
Le Bulbul à queue d'or (Hypsipetes affinis, anciennement Alophoixus affinis) est une espèce de passereaux de la famille des Pycnonotidae.

## Répartition
Il est endémique de Céram en Indonésie.

## Habitat
Il vit en plaine, dans les forêts tropicales ou subtropicales humides.